# 特里亚纳 (阿拉巴马州)
特里亚纳（英語：Triana），是美国阿拉巴马州下属的一座城市。面积约为1.25平方英里（约合3.23平方公里）。根据2010年美国人口普查，该市有人口496人，人口密度为397.75/平方英里（约合153.56/平方公里）。